# 八岐大蛇

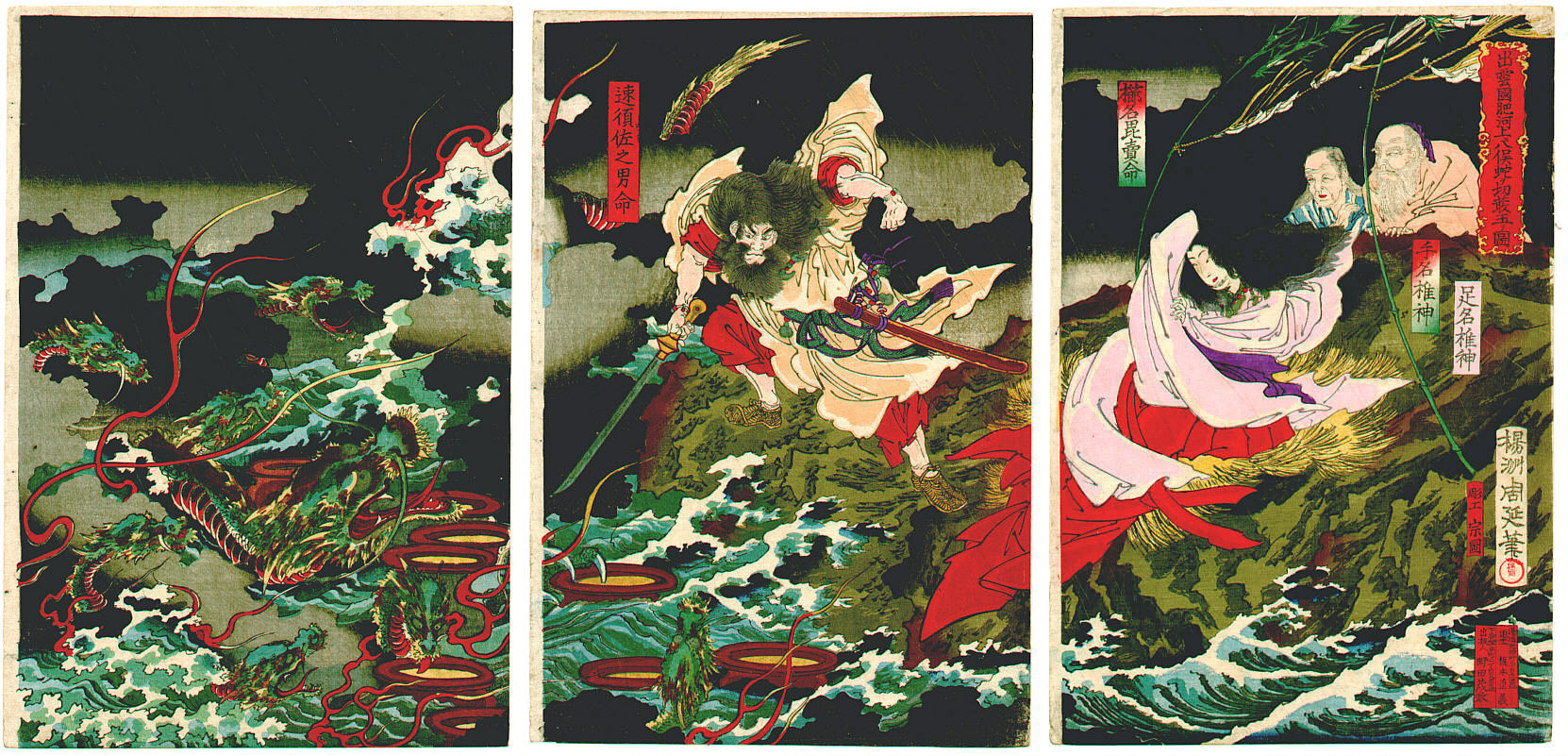
《古事記》：八俣遠呂智、建速須佐之男命、足名椎命、手名椎命、櫛名田比売。

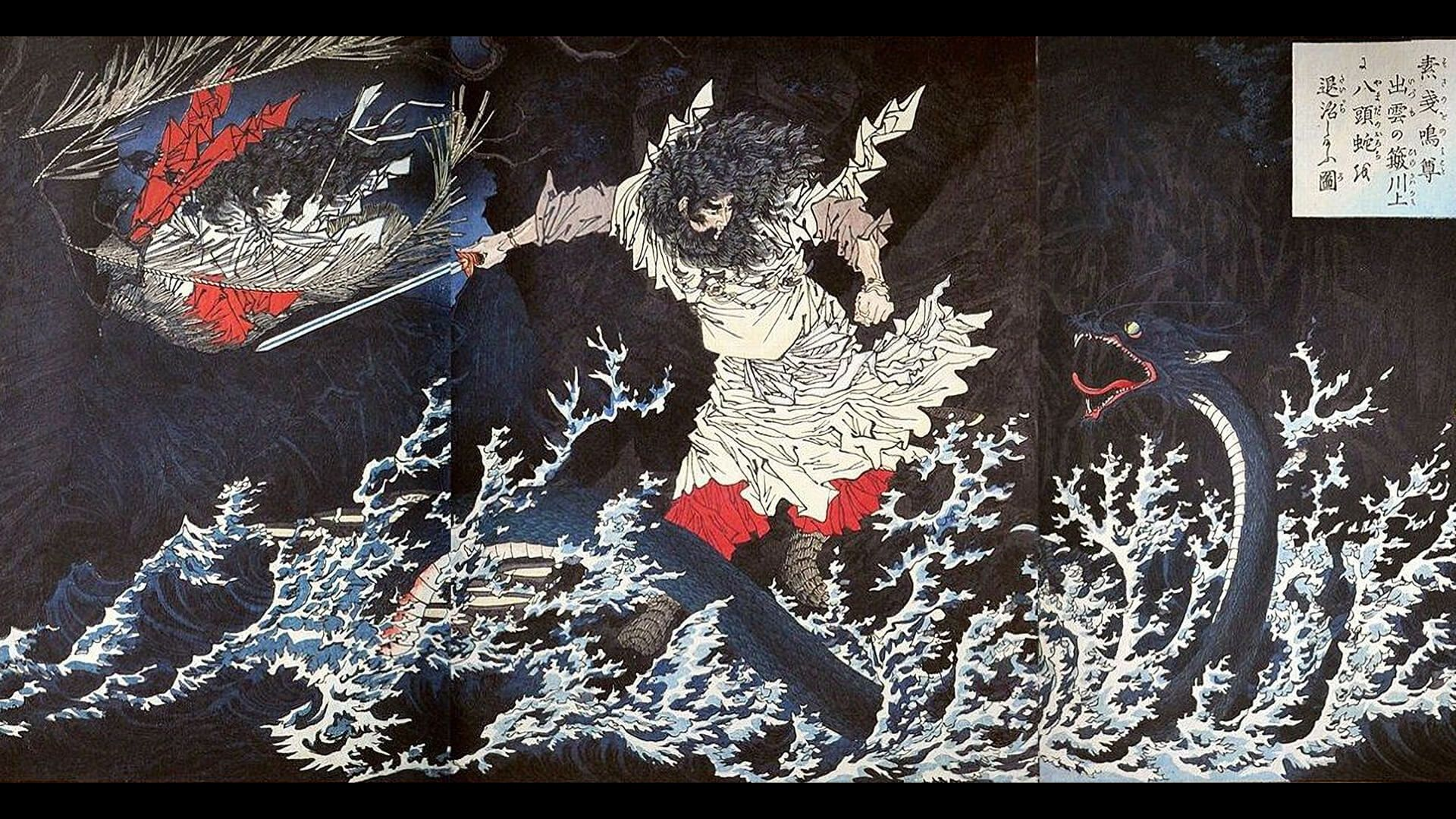
建速須佐之男命殺死八岐大蛇（月岡芳年・画）。

八岐大蛇（日语：／／ Yamata no Orochi）是日本傳説裡的生物。

## 神話故事

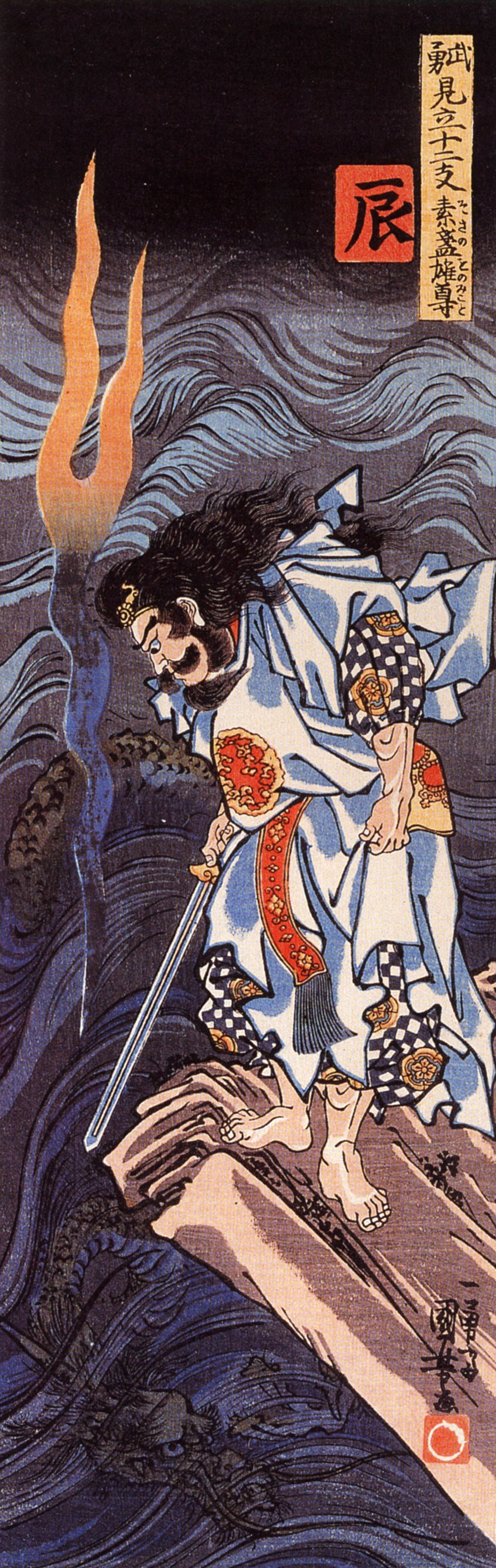
素戔嗚尊

### 樣貌
八岐大蛇有著八個頭，眼睛如同「酸漿」般鮮紅，背部上則長滿了青苔和樹木，腹部則潰爛狀流著鮮血，頭頂上則常常飄著雨雲（天叢雲），身軀有如八座山峰、八條山谷般的巨大。非常喜歡喝酒。

### 事蹟
當素戔嗚尊（すさのを の みこと，《古事記》寫成須佐之男命（すさのを の みこと）、須佐乃袁尊）從高天原被放逐到出雲國之後，沿著肥河（今斐伊川）行走時，在上游遇到一對老夫婦脚摩乳（足名椎命；）與手摩乳（手名椎命；），這對老夫婦原本生有八個女兒，但其中前七位已經被八岐大蛇吃掉了，如今，這對老夫婦正為即將面臨同樣命運的么女奇稻田姬（或稱櫛名田比売；）悲泣著。
素戔嗚尊便以事成之後將奇稻田姬許配給他為條件，自告奮勇收伏即將前來的八岐大蛇。為保護奇稻田姬，素戔嗚尊將她變成一只梳子（櫛）插在自己的頭髮上，然後叫脚摩乳與手摩乳釀造烈酒，在圍牆上鑿了八個門，各自擺了裝滿烈酒的酒桶。
後來，到達現場的八岐大蛇一聞到了酒香，八個頭便各自自鑽進八個門中飲用烈酒，接著便酒醉倒地，昏睡不起。素戔嗚尊趁機持著十拳劍，預將八岐大蛇斬殺，在切到尾巴的時候，十拳劍的劍刃卻敲出了缺口，將尾巴逐一剖開看才發現，原來其中含有一把堅硬而鋒利的兵器，而這把兵器便是天叢雲劍（あまのむらくも の つるぎ）。從此，素戔嗚尊娶奇稻田姬為妻，定居於出雲的根之堅洲國（現・島根縣安來市）。

## 神話隱喻

### 河川氾濫說
有一說認為，這八岐大蛇代表的是「河川氾濫」。「斐伊川」上的沙洲形貌是如同蛇鱗般的「鱗狀沙洲」，加上河川蜿蜒的模樣，因而被描述為「大蛇」。河川固定一段時間的氾濫便會毀壞（吞吃）稻田（八稚女），而擊退大蛇就象徵著治水成功。

### 製鐵文化說
另一說認為，這八岐大蛇也可能反映出古代出雲國（今島根縣東部）的「製鐵文化」。八岐大蛇也可能是鐵礦山（原頭）的隱喻，大蛇腹部流血的模樣就是鐵砂（原料）混在河水中混濁的樣子，而它尾部內鐵劍（成品）的堅硬。

## 類似神話

### 擊退大蛇
台灣原住民卑南族有擊退大蛇的神話，一對武神兄弟經過大溪谷，看到老夫婦在哭泣，兄弟問其原因，老夫婦回答女兒被河岸的大蛇吞食，弟神便向兄神提議前去擊退兇惡的大蛇。他們溯溪而上，在洞穴發現噴火的大蛇，弟神請兄神先前進，兄神畏懼不前，弟神以兄神在弟弟面前露出膽怯，便一刀將兄神斬殺，隨後砍殺大蛇，將其砍成數段，砍到膽囊付近，掉出老夫婦女兒的手鐲。

### 搜神記
晉朝《搜神記》《李寄》篇，說东越闽中庸岭的西北山洞里有一条七八丈长的大蛇愛吃女童，要人獻祭，多年下來吞食九位女童的生命。将乐县女子李寄自願前往，向官府请求赐给宝剑和猎狗，她先预先用几石米拌上蜜糖作成糍粑，引蛇出洞，然後立即放出猎狗，再用宝剑砍死了蛇。东越王得知，便聘娶李寄为王后，任她的父亲为将乐县令，此後歌唱李寄斩蛇的歌谣至在那地区流传。

## 藝術作品

### 動漫遊戲
- 無雙OROCHI系列（光榮公司開發）以遠呂智（置鮎龍太郎配音）為終極大反派。
- 拳皇系列的其中幾代的主線故事取材自八岐大蛇及三神器傳說，其中Orochi（オロチ，緒方莉央配音）於拳皇'97正式登場並為該代的終極大反派。

### 小說
- 島田莊司的推理小說《出雲傳說7/8殺人》（出雲伝説7/8の殺人）[7]講述研究八岐大蛇傳說的學者之間的恩仇，不論犯案手法及動機都牽涉八岐大蛇傳說。

## 備註
1. ↑  戸部 2003，第64-65頁.
2. ↑  戸部 2003，第66-67頁.
3. ↑  山北 2002 [页码请求]
4. ↑  奈良絵本『伊吹山酒典童子』
5. ↑  《古事記》的神話典故 （页面存档备份，存于），《自由新聞網》
6. ↑  黑澤隆朝原著，王櫻芬主編. . 台灣: 國立傳統藝術中心臺灣音樂館、南天書局. 2019. ISBN 9789576389337 （中文（臺灣））.
7. ↑  . Book-series. 2022-09-09  [2022-12-29]. （原始内容存档于2022-09-26） （日语）.